# オウラド・サイード
オウラド・サイード（Oulad Said）は、モロッコの12地方の一つカサブランカ＝セタット地方に属するセタト州（Settat Province）内のセタト（Settat）より西に21キロメートルのところにあるコミューンである。（モロッコの行政区分を参照）

1994年、2004年の国勢調査によると、人口はそれぞれ2476人、2396人であった。 
毎週水曜日にはスークが行われている。